# West Adderbury
West Adderbury är en ort i civil parish Adderbury, i distriktet Cherwell, i grevskapet Oxfordshire, i England. West Adderbury var en civil parish 1866–1971 när blev den en del av Adderbury. Civil parish hade 534 invånare år 1961.